# Cobatepec
Cobatepec är en ort i Mexiko.   Den ligger i kommunen Coxcatlán och delstaten Puebla, i den sydöstra delen av landet, 250 km sydost om huvudstaden Mexico City. Cobatepec ligger 2 076 meter över havet och antalet invånare är 106.
Terrängen runt Cobatepec är kuperad norrut, men söderut är den bergig. Runt Cobatepec är det ganska tätbefolkat, med 60 invånare per kvadratkilometer. Närmaste större samhälle är Ajalpan, 19,4 km nordväst om Cobatepec. I omgivningarna runt Cobatepec växer huvudsakligen savannskog.